# Penalti a lo Panenka

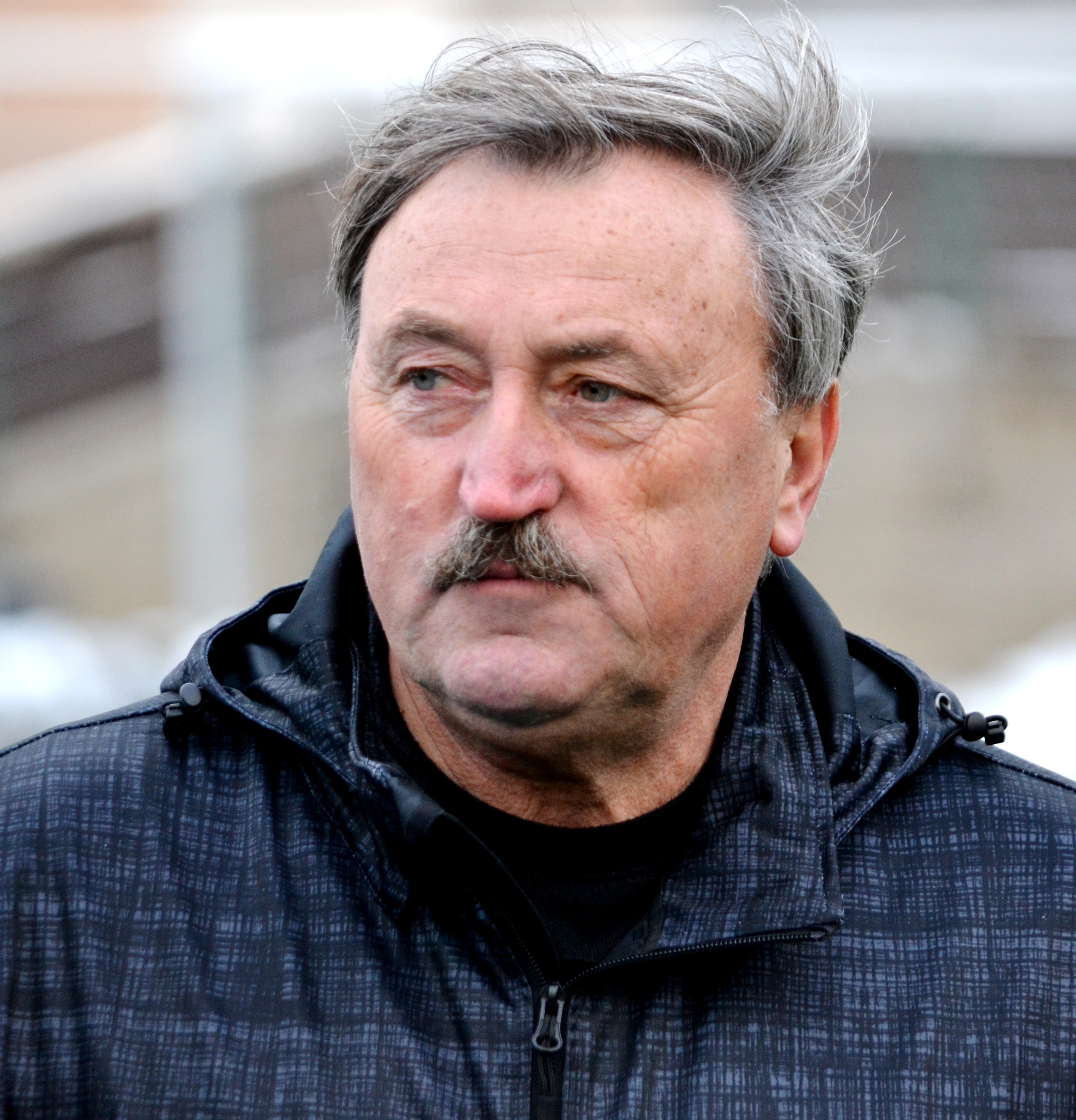
Antonín Panenka en 2013

El penalti a lo Panenka (también llamado penal o penalti al estilo Panenka, globito, vaselina o penal picado en las regiones rioplatense y andina) es una forma de ejecución de un tiro penal en el fútbol y que consiste en dar una patada suave al balón por su cara inferior, intentando hacer que entre por encima del guardameta, mediante una vaselina.

## Historia
Fue usado por primera vez por Antonín Panenka (jugador del que proviene el nombre de la jugada) en la Eurocopa de 1976 durante la tanda de penaltis, tras el empate a dos goles después de la prórroga en la final entre la selección de fútbol de Checoslovaquia y la de Alemania Federal.
Empezó lanzando Checoslovaquia y después de cuatro lanzamientos de ambos equipos, ganaba 4-3, debido a que Ulrich Hoeneß, jugador alemán, falló el cuarto penalti. Se dispuso a lanzar Antonín Panenka, con Sepp Maier bajo palos. Cuando el jugador checoslovaco fue a golpear el balón, se dio cuenta de que el portero se estaba lanzando hacia el lado que tenía pensado disparar. Panenka golpeó con la punta de la bota la parte inferior de la pelota, introduciendo el balón por el medio de la portería con una vaselina ante la que el guardameta del Bayern Múnich no pudo hacer nada, certificando la victoria de su selección en la Eurocopa.

## Otros logros e intentos
A pesar de la dificultad que tiene esta jugada, otros grandes jugadores lo han emulado con éxito o, al menos, lo han intentado. A continuación, se mencionan algunos de los ejemplos más destacados:
- Tiago Volpi anotó gol en el partido contra Necaxa el 30 de abril del 2023 ante el arquero mexicano Rafael Ramírez, el gol le dio al Toluca FC el 3-0.
- Roberto Trotta convirtió de este modo un penal el 12 de abril del 2000 ante el paraguayo Chilavert, luego de que su primer disparo fuera anulado por invasión del área. De este modo aseguró el triunfo de su equipo, River, que luego fue campeón.
- El uruguayo Sebastián Abreu en cuartos de final del Mundial de 2010 en Sudáfrica, tras un empate que acabó 1-1 entre Uruguay y Ghana, en la tanda de penaltis, transformó el penalti decisivo, con el que la Selección uruguaya avanzó a semifinales para enfrentarse a Países Bajos.[4] Abreu ya lo había logrado tres años antes, durante la Copa América 2007, en la tanda penaltis ante Brasil.[5] El delantero uruguayo, incluso, se atrevió a repetirlo dos veces en un mismo partido de liga brasileña, en apenas tres minutos, cuando era jugador del Botafogo en 2011. El guardameta le detuvo el primer intento, pero no pudo hacer lo mismo con el segundo lanzamiento.[6]
- El italiano Francesco Totti, en la tanda de penaltis de las semifinales de la Eurocopa 2000, marcó el tercer penalti de su selección a lo Panenka ante el guardameta neerlandés Van der Sar.[7]
- Thierry Henry marcó varios goles en la Premier League con el Arsenal de esa forma, como los logrados en la campaña 2003-04 ante Newcastle o Leeds United.[8]
- El guardameta Mickaël Landreau, en la tanda de la final de la Coupe de la Ligue en 2004, no pudo convertir su lanzamiento a lo panenka. Además, su equipo acabó perdiendo la final ante el Sochaux un lanzamiento después.[9]
- El delantero portugués Hélder Postiga, durante la tanda de penaltis de los cuartos de final de la Eurocopa 2004, consiguió batir de esa manera al portero inglés.[10]
- El mexicano Gonzalo Pineda marcó el quinto penalti de la tanda en las semifinales de la Copa Confederaciones 2005 ante Argentina, aunque finalmente cayeron eliminados.[11]
- El ucraniano Artem Milevskiy lo transformó en la tanda ante Suiza, en la ronda de octavos de final del Mundial de 2006.[12]
- El francés Zinedine Zidane anotó un gol de esta forma en la final del Mundial de 2006 ante Buffon, con una vaselina que rebotó en el larguero antes de entrar.[13]
- En la final del Torneo de Apertura 2006 del fútbol chileno se enfrentaron Colo Colo y Universidad de Chile en partidos de ida y vuelta. Con un triunfo cada uno e igualados en diferencia de goles, se tuvo que definir por lanzamientos penales. El colombiano Mayer Candelo, jugando por Universidad de Chile, intentó picarle el balón al portero Claudio Bravo, pero éste reaccionó desde el suelo y logró desviar el tiro, lo cual permitió que Colo Colo ganara el campeonato.[14][15]
- Durante el partido Real Madrid - Getafe CF, Javier Casquero intentó marcar un penalti de esta forma, siendo detenido por Iker Casillas.[16] De este intento, el propio Panenka comentó que era, "tal vez, el peor penalti a lo Panenka que él había visto a un profesional".[17]
- Neymar, cuando era futbolista del Santos, lo intentó sin éxito en la ida de la final de la Copa de Brasil de 2010.[9]
- El delantero peruano Raúl Ruidíaz del Club Universitario de Deportes lanzó de manera sutil el cuarto penalti en la tanda de la Copa Sudamericana 2011 contra el Godoy Cruz.[18]
- Cristiano Ronaldo probó fortuna ante el Athletic Club en 2012, pero Gorka Iraizoz le paró el remate con los pies. A pesar de ese fallo, el equipo blanco acabó el partido proclamándose campeón de Liga.[19]
- El mismo Ruidíaz, ahora en la Universidad de Chile, la picó para el tercero de la tanda de penaltis frente al Libertad en los cuartos de final de la Copa Libertadores 2012. La Universidad de Chile venció 5-3 y pasó a semifinales.[20]
- En la tanda de penaltis entre Boca Juniors y Deportivo Merlo, en las semifinales de la Copa Argentina 2011/12, Juan Román Riquelme lanzó la pena máxima de esta forma.[21] Riquelme ya había logrado anotar de esa manera con su selección, ante México, en las semifinales de la Copa América 2007.[22]
- Andrea Pirlo marcó un gol lanzando con este estilo durante la tanda de penaltis entre Italia e Inglaterra en los cuartos de final de la Eurocopa 2012.[23] El centrocampista italiano ya lo había hecho antes, en la final de la Supercopa de Italia 2003 ante su compatriota Gianluigi Buffon.[24]
- Sergio Ramos también marcó con este estilo durante otra tanda de penaltis en la Eurocopa 2012, esta vez en la semifinal entre España y Portugal en la que "La Roja" se clasificaría para la final, que terminaría ganando ante Italia.[25] En la temporada 2018-19, lo repitió en diversas ocasiones tanto con el Real Madrid como con la selección española,[26] por lo que fue elogiado por el propio futbolista checo.[27][28][29]
- El jugador panameño Gabriel Gómez marcó un penalti con este estilo a Iker Casillas, en un partido amistoso entre España y Panamá, el 14 de noviembre de 2012.[30]
- El brasileño Alexandre Pato, en la tanda de los cuartos de final de la Copa de Brasil 2013, no pudo sorprender al veterano Dida que le detuvo el lanzamiento.[9]
- El sueco Zlatan Ibrahimović anotó de panenka ante el Olympique Lyonnais, cuando era jugador del PSG, en diciembre de 2013.[31] Meses antes ya lo había logrado ante el Saint-Étienne, que marchaba cuarto clasificado.[32]
- El emiratí Omar Abdulrahman también consiguió anotar de esta manera en la tanda de los cuartos de final de la Copa Asiática 2015 ante Japón.[33] Un año después, aunque en un encuentro amistoso con su club, lo logró ante el FC Barcelona.[34]
- El argentino Mauro Icardi, en un encuentro de Serie A en 2015 ante el Napoli, consiguió empatar el partido en los últimos minutos con ese lanzamiento.[35]
- El jugador del FC Barcelona, Lionel Messi, el 28 de abril de 2015, abrió el marcador del partido contra el Getafe en Liga con un penalti a lo Panenka. Este penalti fue considerado como el mejor por el propio Panenka.[36] Lo repitió ante el Villarreal CF,[37] dos años más tarde, y, en marzo de 2019, ante el Olympique Lyon en la vuelta de los octavos de final de Liga de Campeones que sirvió para conseguir el primer gol de la eliminatoria.[38]
- El delantero chileno Alexis Sánchez marcó el penalti que le dio el primer título de Copa América de su historia a la Selección de fútbol de Chile, el 4 de julio de 2015, tirándolo a lo Panenka.[39]
- El marroquí Hakim Ziyech también conquistó el objetivo en varias ocasiones tanto con la selección como con su club, aunque en partidos con menor trascendencia. Con su selección, en 2016, lo logró ante las selecciones de Congo y Canadá.[40] Con el FC Twente, batió al Ajax y al Cambuur en Eredivisie 2015-16.[41][42]
- El centrocampista español Bruno Soriano marcó de este modo en el Santiago Bernabéu, el 21 de septiembre de 2016, adelantando al Villarreal CF ante el Real Madrid en un encuentro de Liga.[43]
- El gabonés Pierre-Emerick Aubameyang transformó el penalti que dio el triunfo al Borussia Dortmund por 2 a 1, en la final de la Copa de Alemania, el 27 de mayo de 2017.[44]
- El jugador paraguayo Cecilio Domínguez ha convertido varios penales "a lo Panenka" en partidos importantes y definitorios, por ejemplo, jugando para Cerro Porteño, enfrentando a Boca Juniors por los octavos de final de la Copa Libertadores 2016 marcó el gol del descuento para el equipo paraguayo mediante esta vía.[45] El mismo año, por el juego de ida de la semifinal de la Copa Sudamericana 2016 contra el Atlético Nacional de Colombia, anotó el primer gol del partido, también con un penal al estilo Panenka.[46] Por último, jugando para el Club América de México, en agosto de 2017, enfrentando en el "Clásico Capitalino" al Club Pumas de la UNAM, en la 3.ª fecha de la Liga MX, Cecilio anota el 2-1 final con otro penal picado "a lo Panenka".[47]
- En el torneo Apertura 2017 de la Liga MX, se dio la primera final de "Clásico Regio" entre Monterrey y Tigres. En el juego de ida, el ecuatoriano Enner Valencia marcó un penal de este estilo para darle el empate parcial a Tigres 1-1, que a la postre marcaría la diferencia para que su equipo se coronara campeón en la cancha del acérrimo rival, al ganar en el global por 3-2.[48]
- El delantero uruguayo Luis Suárez lo logró con su selección ante México en un encuentro amistoso disputado el 7 de septiembre de 2018.[49] También, el 27 de febrero de 2019, repitió ejecución en El Clásico ante el Real Madrid para poner el 0 a 3 definitivo y dar el pase a su equipo a la final de la Copa del Rey.[50]
- El delantero donostiarra Aritz Aduriz lo ha ejecutado con éxito en diversas ocasiones en las filas del Athletic Club.[51][52][53][54] Destacan, especialmente, los conseguidos ante Panathinaikos FC[55] y Olympique de Marsella[56] en Liga Europa 2017-18 y ante el Girona, en el último minuto para ganar el partido, el 10 de diciembre de 2018.[57]
- El extremo del Manchester City, Raheem Sterling, envió el balón por encima del larguero en la tanda de cuartos de final de la EFL Cup 2018-19 ante el Leicester.[58]
- El 9 de enero de 2019  Sofiane Diop, con apenas 18 años y jugador del AS Monaco, se atrevió a golpear el esférico a lo Panenka en la tanda correspondiente a los cuartos de final de la Copa de la Liga francesa ante su antiguo equipo, el Stade Rennais.[59]
- El belga Eden Hazard convirtió varios a lo largo de su carrera, uno de ellos en la final de la EFL Cup 2018-19 ante el Manchester City y que no sirvió para lograr título.[60] Diez años antes, cuando era jugador del Lille, marcó así en la tanda de los cuartos de final de la Copa de Francia ante el Toulouse.[61] Como jugador del Chelsea había marcado otro, ante el Newcastle, en diciembre de 2017.[62] Sin embargo, su hermano Thorgan envió su intento por encima del larguero, en diciembre de 2018, en un encuentro de Bundesliga.[63]
- El 16 de abril de 2019, el venezolano Brendix Parra, jugador del Independiente de Campo Grande (Paraguay), intentó cobrar un penalti de esta manera en la tanda para el pase a la siguiente ronda en la Copa Sudamericana 2019, pero fue un tiro desafortunado, ya que fue mal ejecutado y fue detenido por el guardameta del equipo La Equidad (Colombia) y por este motivo Independiente perdió el juego. El club decidió prescindir de este jugador por el daño que causó la mala ejecución del tiro penal.[64]
- El chileno Eduardo Vargas, en la semifinal de la Copa América 2019, intenta este tipo de penal luego de que, gracias al VAR, se le diera un penal a favor de la Selección chilena en los últimos minutos del partido frente a la Selección peruana, pero el arquero Pedro Gallese lee la jugada y hace que el marcador no se mueva del 0 a 3 global a favor de Perú[65]
- El francés Karim Benzema, jugador del Real Madrid, convirtió un penal de esta forma frente al Manchester City, engañando al portero Ederson, en el partido de ida de las semifnales de la Liga de Campeones de la UEFA 2021-2022. Con el tanto, acercó a su equipo al rival en un partido disputado y emotivo para ambos bandos, dejando el marcador 4-3 en favor de los ingleses, quedando pendiente el partido de vuelta en Madrid. No se tienen registros previos de anotaciones de Benzema con este estilo.
- El marroquí Achraf Hakimi, en los octavos de final de la Copa Mundial de Fútbol de 2022, ejecutó su tiro de esa forma en la tanda de penales ante España, logrando que Marruecos avanzara por primera vez a los cuartos de final de la competición.[66]
- El español Dani Carvajal anotó un penalti de esta forma en la final de la Liga de Naciones de 2023 contra Croacia, dándole la victoria a España.[67]
- El jugador guatemalteco Darwin Lom anotó un penalti de esta forma en los cuartos de final de la Copa Oro del 2025 contra Canadá en la tanda de penales. Logrando así la clasificación de Guatemala a las semifinales del torneo. [68]